# Dundee Island
Dundee Island (hiszp. Isla Dundee) – wyspa na Morzu Weddella na wschód od północno-wschodniego krańca Półwyspu Antarktycznego. Siedziba tymczasowej  argentyńskiej bazy antarktyczna Petrel.

## Geografia
Wyspa leży na Morzu Weddella na wschód od północno-wschodniego krańca Półwyspu Antarktycznego (przylądka Trinity Peninsula) i na południe od Joinville Island, od której oddzielona jest przez cieśniny Active Sound i Firth of Tay (Antarctica). 
Prawie całą wyspę pokrywa lód. Grubość pokrywy lodowej w środkowej części wyspy sięga 350 m. Na wybrzeżu południowym znajduje się najwyższe wzniesienie wyspy (600 m n.p.m.), zbudowane ze skał wulkanicznych. Wybrzeża wyspy pokrywają lodowce spływające do morza.
Leżące ok. 1,5 km na wschód od Dundee Island w zatoce Erebus and Terror Gulf dwie skały Eden Rocks są ostoją ptaków IBA z uwagi na zamieszkujące je kolonie pingwinów cesarskich. W 1996 roku odnotowano tu ok. 20 tys. par w kolonii zachodniej i prawie 27 tys. par w kolonii wschodniej. Na Eden Rocks zaobserwowano również gniazdujące warcabniki i wydrzyki antarktyczne. Sporadycznie pojawia się tu petrelec olbrzymi, pochwodziób żółtodzioby, oceannik żółtopłetwy i mewa południowa.

## Historia

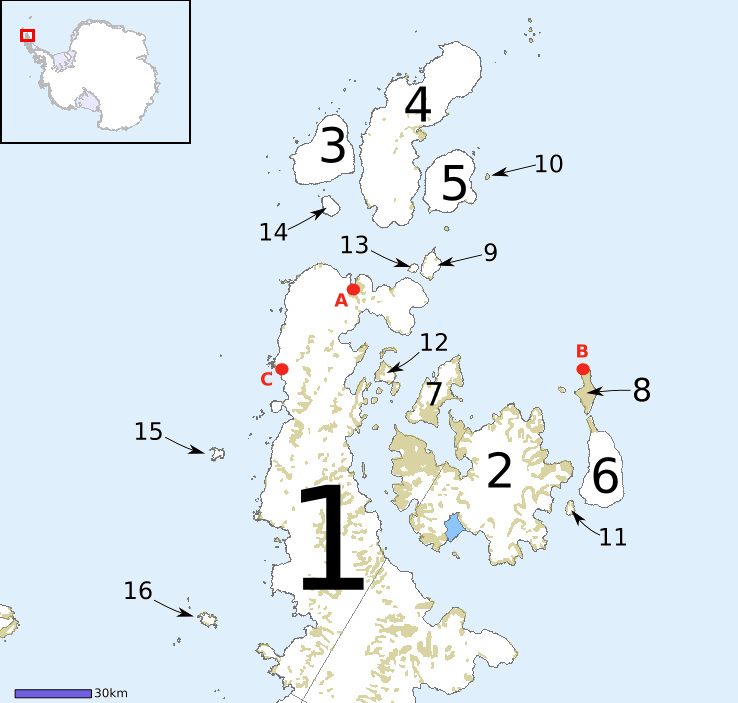
1 – Półwysep Antarktyczny; 2 – Wyspa Jamesa Rossa; 3 – D'Urville Island, 4 – Joinville Island; 5 – Dundee Island; 6 – Snow Hill Island; 7 Vega Island; 8 – Seymour Island; 9 – Andersson Island; 10 – Paulet Island; 11 – Lockyer Island; 12 – Eagle Island; 13 – Jonassen Island; 14 – Bransfield Island; 15 – Astrolabe Island; 16 – Tower Island; A – stacja w Zatoce Nadziei, B – stacja Marambio, C – stacja General Bernardo O’Higgins

Wyspa została zoczona w latach 1842–1843 roku przez brytyjskiego badacza Antarktydy Jamesa Clarka Rossa (1800–1862) podczas jego ekspedycji w latach 1839–1843. Ross wziął ją za przedłużenie Joinville Island. Komercyjna szkocka Wyprawa Wielorybnicza Dundee (ang. Dundee Whaling Expedition) wykazała 5 stycznia 1893 roku, że Dundee Island jest wyspą i nadała jej nazwę na cześć szkockiego miasta Dundee – macierzystego portu wyprawy. 
W listopadzie 1935 roku amerykański lotnik i badacz polarny Lincoln Ellsworth (1880–1951) używał wyspy jako bazy dla samolotu swojej wyprawy antarktycznej – pierwszego przelotu trans-antarktycznego. Startując z Dundee Island, dotarł do Zatoki Wielorybiej 15 grudnia 1935 roku. 
W latach 1945–1954 wyspa została zbadana przez Falkland Islands Dependencies Survey, a w latach 1956-57 Falkland Islands and Dependencies Aerial Survey Expedition (FIDASE) wykonało jej zdjęcia z powietrza.
W latach 1967–1978 na północno-wschodnim krańcu wyspy Petrel Cove funkcjonowała argentyńska stacja antarktyczna Petrel, wzniesiona na bazie schronu z 1952 roku, według planów argentyńskiej marynarki wojennej. Stacja została opuszczona po pożarze w 1974 roku, następnie reaktywowana jako stacja letnia i ostatecznie zamknięta w 1978 roku. Odtąd funkcjonuje jako baza tymczasowa. Planowane jest powtórne otwarcie stacji jako bazy całorocznej. 